# أنطون كنعان
أنطون كنعان (1922 - ؟؟) هو محامٍ ومؤرخ وكاتب سياسي وتاريخي فلسطيني كان يعيش في القاهرة. تشير المصادر بأنه «من الثقات في تاريخ القضية الفلسطينية» وكان مدافعًا عنها.

## سيرته
وُلد أنطون سليم كنعان في القاهرة عام 1922، ويرجع أصله إلى مدينة يافا. تعلم في مدارس القاهرة، وحصل على شهادة بكالوريوس الآداب من جامعة القاهرة، ثم بكالوريوس الحقوق من الجامعة نفسها، تبعها بدرجة الماجستير في القانون العام والخاص، ثم الدكتوراه حيث كان عنوان أطروحته «المبررات القانونيَّة لنظرية عرب فلسطين» عام 1974.
عمل مدرسًا للقانون والسياسة والتاريخ في جامعة القاهرة، وكان معروفًا بدفاعه عن القضية الفلسطينية، وتؤكد المصادر كونه من الثقات في تاريخ القضية. اختير في عهد الجمهورية العربية المتحدة مستشارًا صحفيًا وموفدًا إلى المؤتمرات والمحافل الدوليَّة، حيث كان يتحدث ويدافع عن القضية الفلسطينيَّة باللغات العربية والإنجليزية والفرنسية. كما تسلم مركز نائب وزير خارجية الدولة ورئاسة وفد فلسطين إلى المؤتمر الآسيوي الأفريقي في أكرا عام 1964.
وضع عددًا من المؤلفات التاريخيَّة حول القضية الفلسطينيَّة، ومنها:
- «تدويل الأماكن المقدسة» عام 1949
- «التقتيل الجماعي في أرض السلام» عام 1951
- «الصهيونية التقليدية» عام 1955
- «فلسطين والقانون» عام 1957
- «وثيقة بلفور وشريعة الالتزامات» عام 1964
- «تنفيذ وتحليل مشروعية الوجود الصهيوني في فلسطين» عام 1965، وكان قد عرضه في المؤتمر الثاني للمحامين العرب. (OCLC: 669957796)
- «الحق والعروبة» عام 1967

## وثيقة كامبل بنرمان
كان أنطون قد ألقى محاضرةً في دمشق بتاريخ 23 سبتمبر 1957 حول وثيقةٍ تسمى «وثيقة كامبل بنرمان»، وادعى أنه أول من كشفها، كما نشر عددًا من المقالات حولها، وأصبحت من المُسلمات ولا شك فيها. ولكن تبين لاحقًا عبر تحقيقٍ أجراه الكاتب والباحث أنيس صايغ (1931 - 2009) بأنَّ هذه الوثيقة لا أصل لها ولم يشر لها أيُ مصدرٍ، وأنَّ أصل الحكاية بأنَّ «أنطون كنعان كان مسافرًا إلى أوروبا في النصف الثاني من أربعينات القرن العشرين، وكان إلى جانبه في الطائرة، رجلٌ هندي (لا يعرف اسمه)، ودار حديث بينهما على الحكم البريطاني في الهند وفلسطين، وأخبر الراكب الهندي رفيقه أن مؤتمرًا كان دعا إليه هنري كامبل بنرمان في عام 1907، أصدر توصياتٍ تنص على كذا وكذا، وكان الكلام كله شفهيًا من غير أوراق، أو مذكرات، أو حتى قصاصات صحافية. وبنى أنطون كنعان من حديث الرجل حكاية مؤتمر كامبل بنرمان ووثيقته المشهورة.» وتشير مصادر أخرى بأنَّ كنعان قد أشار للوثيقة في محاضرةٍ له بعنوان «فلسطين والقانون» ألقاها عام 1949 في كل من جامعتي فلورينو[صف بدقة] وباريس، وأنه استند في معلوماته إلى مصادر إيطالية.